# إشباع (علم نفس)

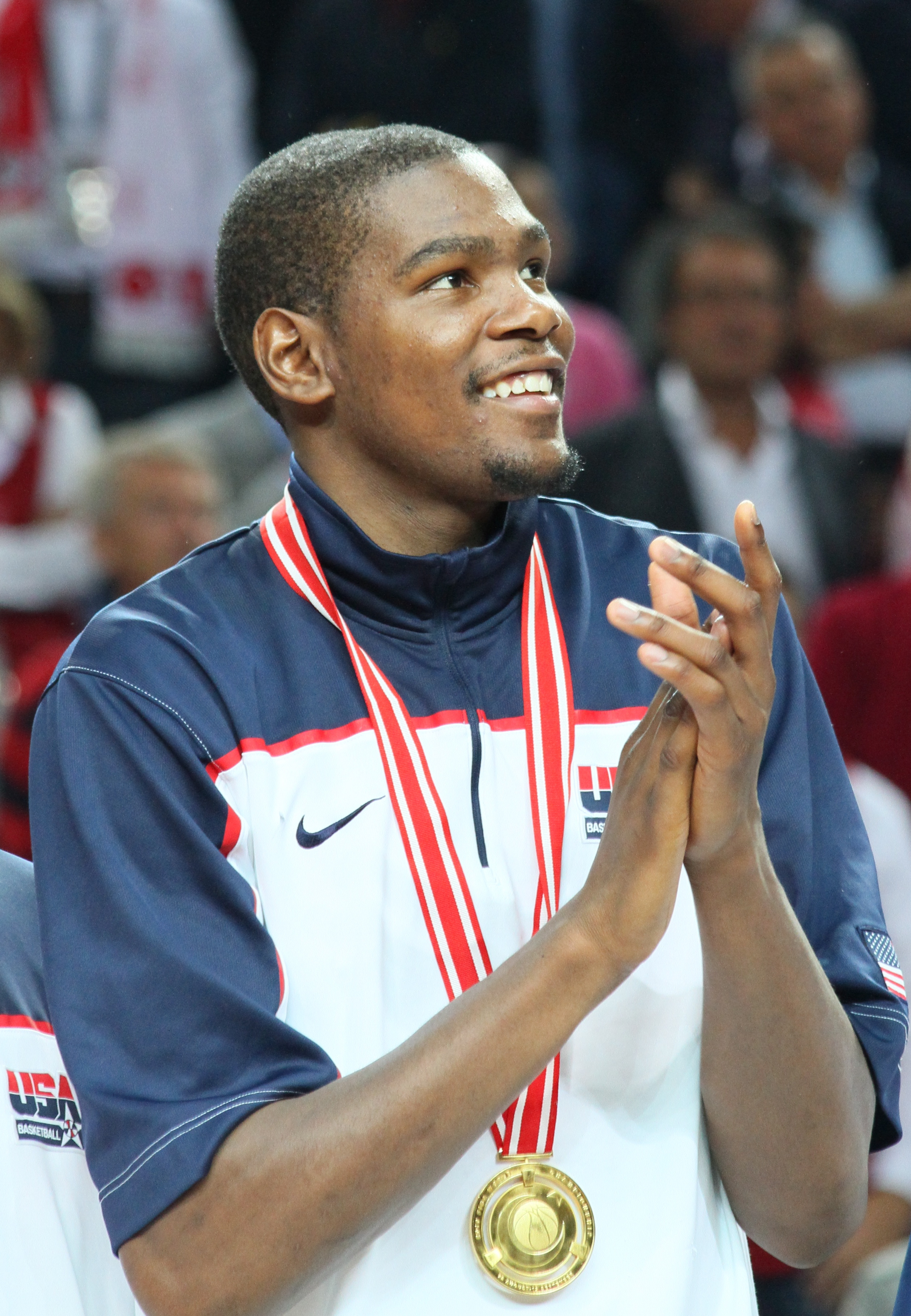
لاعب كرة السلة الأمريكي كيفن دورانت، بعد حصوله على الميدالية الذهبية في بطولة العالم لكرة السلة لعام 2010

الإشباع (بالإنجليزية: Gratification) هو رد فعل عاطفي ممتع، يعبر عن السعادة يأتي استجابة لتحقيق رغبة أو هدف، ويحدّد أيضًا على أنه استجابة نابعة من تلبية الاحتياجات الاجتماعية مثل الانتماء، والتنشئة الاجتماعية، والموافقة الاجتماعية، والاعتراف المتبادل. كما أنه مثل كل المشاعر، يعد محفزاً للسلوك ويلعب دورًا في النطاق الكامل للأنظمة الاجتماعية البشرية.

## الأسباب
الشعور بالإشباع هو نتيجة تحقيق هدف معين أو تحقيق مكافأة. فهو نتيجة مواقف محددة ويحفز من خلال الانتهاء من هذه المواقف ونتيجة لها. على وجه التحديد، قد يشعر المرء بالإشباع بعد تحقيق هدف طويل مؤجل، مثل التخرج من الكلية، أو شراء المنزل الأول، أو الحصول على وظيفة أحلامه.[بحاجة لمصدر]

## إشباع فوري ومتأخر
غالبًا ما يستخدم مصطلح الإشباع الفوري لوصف الرضا الذي تكتسبه السلوكيات ذات الطبيعة الاندفاعية: الاختيار الآن بدلًا من الغد. تُعرف مهارة إعطاء الأفضلية للأهداف طويلة المدى على الأهداف الأكثر إلحاحًا بالإشباع المؤجل أو الصبر، وعادة ما تُعتبر فضيلة تنتج مكافآت على المدى الطويل. ثمة مصادر تقول إن قشرة الفص الجبهي تلعب دورًا في حدوث هذين النوعين من الإشباع، لا سيما في حالة تأخر الإشباع لأن إحدى وظائفها تتضمن التنبؤ بأحداث مستقبلية.
طور والتر ميشيل تجربة مارشميلو ستانفورد المعروفة لاختبار أنماط الإشباع لدى الأطفال بعمر أربع سنوات، حيث عرض لهم أخذ قطعة واحدة من حلوى المارشميلو الآن أو اثنتين بعد تأجيل. اكتشف في متابعة طويلة المدى أن القدرة على مقاومة أكل المارشميلو على الفور كانت مؤشرًا جيدًا للنجاح في الحياة اللاحقة. ومع ذلك، نشر كل من تايلر واتس وجريج ج. دنكان وهاونان كوان دراسة بعنوان " إعادة النظر في اختبار المارشميلو: نسخة متماثلة مفاهيمية تحقق في الروابط بين التأخير المبكر للإشباع والنتائج اللاحقة" والتي تنفي تجربة المارشميلو الأصلية. وخلص الدراسة إلى أن "هذا الارتباط ثنائي المتغير كان فقط نصف حجم تلك التي أبلغ عنها في الدراسات الأصلية وانخفض بمقدار الثلثين في وجود ضوابط للخلفية العائلية، والقدرة المعرفية المبكرة، والبيئة المنزلية. جاء معظم التباين في إنجازات المراهقين من القدرة على الانتظار لمدة 20 ثانية على الأقل. كانت الارتباطات بين وقت التأخير ومقاييس النتائج السلوكية في سن 15 أصغر بكثير ونادرًا ما تكون ذات دلالة إحصائية".
في حين قد يقول المرء أن أولئك الذين يفتقرون إلى مهارة التأجيل غير ناضجين، فإن الإفراط في هذه المهارة يمكن أن يخلق مشاكل أيضًا ؛ أي يصبح الفرد غير مرن، أو غير قادر على الاستمتاع بالحياة (انعدام التلذذ) واغتنام الفرص خوفًا من العواقب السلبية. وفي بعض الأحيان، يمكن أن يكون الاستيلاء على الإشباع الفوري هو النهج العقلاني في بيئة مجهولة/سلبية، كما في حالات الحرب.

## الإشباع العاطفي
الإشباع العاطفي هو قوة دافعة تنتج عن آثار الرضا العاطفي. يحفز الرد العاطفي للإشباع العاطفي بشكل ذاتي عن طريق العواطف، مما يؤدي إلى نموذج دائري لهذا التفاعل المعقد. فالعواطف بحد ذاتها يمكن أن تثير أنواعًا مختلفة من الإشباع، تتراوح بين نتائج المتعة إلى النتائج النفسية الأكثر فائدة.

## الاضطراب ثنائي القطب
يُعد الإشباع قضية رئيسية في الاضطراب ثنائي القطب. إذ إن إحدى علامات بداية الاكتئاب هي فقدان الشعور بالرضا في أشياء فورية مثل الصداقة والنكات والمحادثات والطعام والجنس. يبدو الإشباع على المدى الطويل بلا معنى.
على النقيض من ذلك، يمكن للجنون أن يجد الإشباع في أي شيء تقريبًا، حتى في رؤية ورقة تتساقط، أو رؤيتها تتسحق في الأرض على سبيل المثال. ثمة أيضًا حالة تسمى بوهم الهوس بالإشباع، والذي يشبه وهم الرضيع بالحصول على الطعام. فهنا، إذا لم يقدم الطعام على الفور، فإنه يتخيله وهذا في النهاية يفسح المجال لمشاعر أقوى مثل الغضب والاكتئاب.

## مقالات ذات صلة
- طمأنينة
- نفعية
- علوم اجتماعية
- لذة
- تحليل التكلفة والفائدة
- نظرية الاستخدامات والإشباع [الإنجليزية]